# Ioan Dimulescu
Ioan Dimulescu, romunski general, * 1893, † 1953.